# Pteris maclurei
Pteris maclurei är en kantbräkenväxtart som beskrevs av Ren-Chang Ching. Pteris maclurei ingår i släktet Pteris och familjen Pteridaceae. Inga underarter finns listade.